# سیتراس پارک (آریزونا)
سیتراس پارک (به انگلیسی: Citrus Park) یک منطقهٔ مسکونی در ایالات متحده آمریکا است که در شهرستان مریکوپا، آریزونا واقع شده‌است. سیتراس پارک ۱۵٫۰۳ کیلومتر مربع مساحت و ۱۰٬۸۱۷ نفر جمعیت دارد.